# ジンカ・ミラノフ

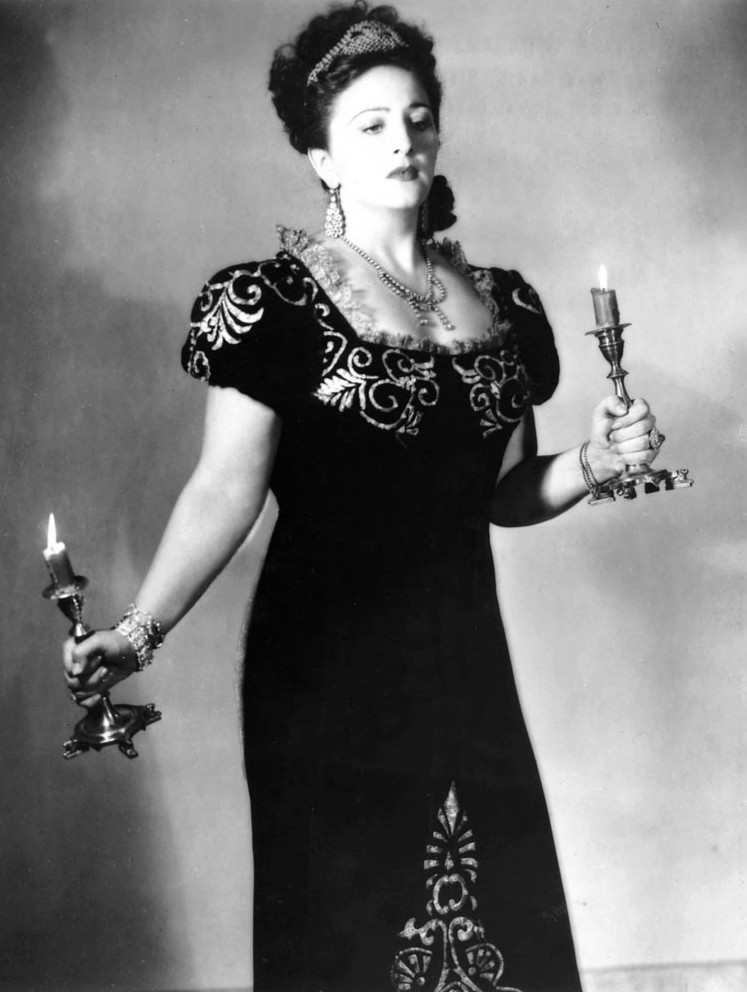
《トスカ》（1946年）

ジンカ・ミラノフ（Zinka Milanov, 1906年5月17日 - 1989年5月30日）は、オーストリア（現クロアチア）出身のソプラノ歌手。
オーストリア＝ハンガリー帝国領アグラムにジンカ・クンツ(Zinka Kunc)として生まれる。父はバンドマスターで、兄ボジダールはピアニスト兼作曲家に成長した。生地でミルカ・テルニーナ、ミラノでフェルナンド・カルピ、ベルリンでジャック・シュテュックゴルトの各氏に声楽を師事。1927年にリュブリャーナ歌劇場で初舞台を踏み、1936年までザグレブ歌劇場の舞台に立った。1937年にはプレドラグ・ミラノフと結婚し、ジュゼッペ・ヴェルディの《イル・トロヴァトーレ》でレオノーラ役を歌ってメトロポリタン歌劇場にデビューを飾った。1940年にはブエノス・アイレスのテアトロ・コロンにも登場している。1966年に歌手活動から引退し、後進の指導に専心した。
マンハッタンにて死去。

## 出演オペラ
- 《イル・トロヴァトーレ》レオノーラ
- 《アイーダ》アイーダ[3]
- 《ラ・ジョコンダ》ジョコンダ[4]
- 《仮面舞踏会》アメリア[5]
- 《ドン・ジョヴァンニ》ドンナ・アンナ[6]
- 《運命の力》レオノーラ[7]
- 《カヴァレリア・ルスティカーナ》サントゥッツァ[8]
- 《ノルマ》ノルマ[9]
- 《アンドレア・シェニエ》マッダレーナ[10]
- 《トスカ》トスカ[11]
- 《エルナーニ》エルヴィーラ[12]
- 《オテロ》デズデーモナ[13]
- 《シモン・ボッカネグラ》アメーリア[14]

## ディスコグラフィ

### オペラ全曲
- 《イル・トロヴァトーレ》（1952年、RCAビクター）レナート・チェリーニ指揮RCAビクター管弦楽団演奏：ミラノフ（レオノーラ）、ユッシ・ビョルリング（マンリーコ）、レナード・ウォーレン（ルーナ伯爵）、フェドーラ・バルビエーリ（イタリア語版）（アズチェーナ）
- 《カヴァレリア・ルスティカーナ》（1953年、RCAビクター）レナート・チェリーニ指揮RCAビクター管弦楽団演奏：ミラノフ（サントゥッツァ）、ユッシ・ビョルリング（トゥリッドゥ）、ロバート・メリル（アルフィオ）
- 《アイーダ》（1955年、RCAビクター）イオネル・ペルレア指揮ローマ歌劇場管弦楽団演奏：ミラノフ（アイーダ）、ユッシ・ビョルリング（ラダメス）、レナード・ウォーレン（アモナスロ）、フェドーラ・バルビエーリ（アムネリス）、ボリス・クリストフ（ラムフィス）
- 《トスカ》（1957年、RCAビクター）エーリヒ・ラインスドルフ指揮ローマ歌劇場管弦楽団演奏：ミラノフ（トスカ）、ユッシ・ビョルリング（カヴァラドッシ）、レナード・ウォーレン（スカルピア）
- 《ラ・ジョコンダ》（1957年、RCAビクター）フェルナンド・プレヴィターリ指揮サンタ・チェチーリア国立アカデミー管弦楽団演奏：ミラノフ（ジョコンダ）、ジュゼッペ・ディ・ステファーノ（エンツォ）、レナード・ウォーレン（バルナバ）、ロザリンド・エリアス（ラウラ）
- 《運命の力》（1958年、RCAビクター）フェルナンド・プレヴィターリ指揮サンタ・チェチーリア国立アカデミー管弦楽団演奏：ミラノフ（レオノーラ）、ジュゼッペ・ディ・ステファーノ（ドン・アルヴァーロ）、レナード・ウォーレン（ドン・カルロ）、ロザリンド・エリアス（プレツィオジッラ）、ジョルジョ・トッツィ（英語版）（修道院長）

### オペラ抜粋
- 《仮面舞踏会》（1955年、RCAビクター）ディミトリ・ミトロプーロス指揮メトロポリタン歌劇場管弦楽団演奏：ジャン・ピアース（リッカルド）、ミラノフ（アメリア）、レナード・ウォーレン（レナート）、マリアン・アンダーソン（ウルリカ）、ロバータ・ピータース（オスカル）
- 《運命の力》（1955年、RCAビクター）レナート・チェリーニ指揮RCAビクター管弦楽団演奏：ミラノフ（レオノーラ）、ジャン・ピアース（ドン・アルヴァーロ）、レナード・ウォーレン（ドン・カルロ）、ニコラ・モスコーナ（英語版）（修道院長）